# Mesiotelus zonsteini
Mesiotelus zonsteini är en spindelart som beskrevs av Mikhailov 1986. Mesiotelus zonsteini ingår i släktet Mesiotelus och familjen månspindlar. Inga underarter finns listade i Catalogue of Life.